# Concepción (vulcano)
Il Concepción è uno dei due vulcani che formano l'isola di Ometepe, situata nel lago Nicaragua, nello stato del Nicaragua, in America centrale. L'altro vulcano che forma l'isola è il Maderas.
Il vulcano Concepción fa parte della estesa catena montuosa denominata Cordigliera Americana, che attraversa da nord a sud l'intero continente americano; è uno dei vulcani attivi che compongono la cintura di fuoco del Pacifico.

## Caratteristiche
Il Concepción è uno stratovulcano attivo che forma la parte nordoccidentale dell'isola di Ometepe. Il vulcano si innalza fino a 1610 m di altezza e poggia su una base spessa 1 km di sedimenti fangosi di origine lacustre risalenti al Quaternario. Viene considerato un vulcano primitivo perché non ha dato luogo ad altri vulcani nella sua formazione.
Lo sviluppo del vulcano avviene in fasi collegate alla debolezza della crosta su cui poggia. Il flusso magmatico che provoca il suo accrescimento, aumenta la pressione esercitata sulla crosta sottostante, portando di conseguenza ad una nuova emissione dalla camera magmatica, che fa ripartire il ciclo.
Dal 1883 il Concepción ha eruttato almeno 25 volte, l'ultima delle quali è avvenuta il 9 marzo 2010. Le eruzioni sono caratterizzate da esplosioni frequenti, ma di potenza moderata. Poco a nord della sommità del cono vulcanico, sono presenti alcune fumarole.
Il vulcano è meta di escursionisti da tutto il mondo che giungono sull'isola Ometepe e salgono attraverso qualcuno dei numerosi sentieri attraverso la foresta tropicale per raggiungere la cima coperta di ceneri del vulcano.